# Ivysaur
Ivysaur (japanski: フシギソウ  Fushigisou) jedan je od 1025 fiktivnih vrsta Pokémona iz medijske franšize Pokémon, skupa Pokémon videoigara, animiranih serija, manga stripova, knjiga, igraćih karata i drugih medija kojima je tvorac Satoshi Tajiri. Svrha je Ivysaura u videoigrama, animiranoj seriji i manga stripovima, kao i svrha ostalih Pokémona, borba s divljim Pokémonima – neukroćenim stvorenjima koje igrači i likovi pronalaze dok kreću na razne avanture – i pripitomljenim Pokémonima drugih Pokémon trenera.

## Etimologijaimena
Ivysaurovo ime kombinacija je engleske riječi ivy = bršljan i grčke riječi sauros = gušter (kao dinosaur).
Njegovo je japansko ime Fushigisou, što dolazi od japanskih riječi fushigi = tajanstven i kusa = trava.

## Pokédex podaci
- Pokémon Red/Blue: Kada pupoljak na njegovim leđima poraste, Ivysaur gubi sposobnost stajanja na stražnjim nogama.
- Pokémon Yellow: Pupoljak na njegovim leđima raste crpeći energiju. Otpušta miris kada je spreman procvasti.
- Pokémon Gold: Izlaganje sunčevoj svjetlosti daje mu snagu. Sunčeva svjetlost također pomaže pupoljku na njegovim leđima pri rastu.
- Pokémon Silver: Ako pupoljak na njegovim leđima počne otpuštati sladak miris, znak je to kako će uskoro procvasti.
- Pokémon Crystal: Pupoljak na njegovim leđima raste upijajući hranjive tvari. Pupoljak otpušta sladak miris kada procvate.
- Pokémon Ruby/Sapphire: Na leđima ovog Pokémona nalazi se pupoljak. Kako bi podupro težinu svoga tijela, Ivysaurove noge i trup postaju tvrđi i jači. Ako počne provoditi više vremena izležavajući se pod Suncem, to je znak nadolazećeg otvaranja pupoljka.
- Pokémon Emerald: Kako bi podržao populjak, Ivysaurove noge postanu čvršće. Ako provodi mnogo vremena pod Suncem, pupoljak će ubrzo procvjetati.
- Pokémon FireRed: Na njegovim leđima nalazi se pupoljak. Kada upija hranjive tvari, pupoljak cvjeta u prekrasan cvijet.
- Pokémon LeafGreen: Kada pupoljak na njegovim leđima poraste, Ivysaur gubi sposobnost stajanja na stražnjim nogama.
- Pokémon Diamond/Pearl/Platinum: Kada pupoljak na njegovim leđima počinje naticati, slatka aroma kruži uokolo njegovog tijela kako bi ukazala na nadolazeće cvjetanje pupoljka.

## U videoigrama
Ivysaur nije dostupan unutar videoigara u divljini. Jedini način dobivanja Ivysaura jest razvijanje Bulbasaura, početnog Pokémona unutar nekih igara, od 16. razine nadalje.
Ivysaur je ključan u dobivanju Venusaura, u kojeg se razvija na 32. razini.

## Tehnike
| Prirodne tehnike                 | Prirodne tehnike | Prirodne tehnike |
| -------------------------------- | ---------------- | ---------------- |
| Tehnika                          | Vrsta tehnike    | Razina           |
| Obaranje (Tackle)                | Normalni         |                  |
| Režanje (Growl)                  | Normalni         |                  |
| Zametak pijavice (Leech Seed)    | Travnati         |                  |
| Šibanje viticom (Vine Whip)      | Travnati         |                  |
| Otrovni prah (PoisonPowder)      | Otrovni          |                  |
| Uspavljujući prah (Sleep Powder) | Travnati         |                  |
| Rušenje (Take Down)              | Normalni         |                  |
| Oštrica lista (Razor Leaf)       | Travnati         | 20               |
| Slatki miris (Sweet Scent)       | Normalni         | 23               |
| Rast (Growth)                    | Normalni         | 28               |
| Dvostruka oštrica (Double-Edge)  | Normalni         | 31               |
| Sjemenka brige (Worry Seed)      | Travnati         | 36               |
| Sinteza (Synthesis)              | Travnati         | 39               |
| Sunčeva zraka (SolarBeam)        | Travnati         | 44               |

## Statistike
| HP:      | 60 |  |
| Attack:  | 62 |  |
| Defense: | 63 |  |
| Special: | 80 |  |
| SpAtk:   | 80 |  |
| SpDef:   | 80 |  |
| Speed:   | 60 |  |

Statistika Special korištena je samo tijekom prve generacije; kasnije je podijeljenja na Special Attack i Special Defense statistike.

## U animiranoj seriji
Ivysaur se prvi puta pojavio u epizodi Bulbasaur's Mysterious Garden. Brojni Bulbasauri razvili su se tijekom te epizode u Ivysaure, izuzev Ashovog Bulbasaura, koji je donio odluku kako se nikada neće razviti.
Mayin se Bulbasaur razvio u Ivysaura u jednom dijelu nakon epizode Home is Where the Start Is. Prije njenog sljedećeg pojavljivanja i epizodi Staging a Heroes Welcome, već je postao Venusaur.
Još se jedan Ivysaur pojavio pod vlasništvom Crystal u epizodi Putting the Air Back in Aerodactyl te tinejdžera Jimmyja u epizodi Judgement Day.